# Ashrafuddin Chunnu
Ashrafuddin Chunnu est un footballeur international bangladais des années 1970 et 1980. Il évoluait au poste d'attaquant.

## Biographie
Il participe à la Coupe d'Asie des nations 1980, inscrivant le premier but de l'histoire de la sélection bangladaise en Coupe d'Asie, sur penalty à la 60e minute, contre la Corée du Nord. Le Bangladesh est éliminé au premier tour, avec quatre défaites.
Plus tard, il inscrit deux buts lors des éliminatoires de la Coupe du monde 1986, sans pour autant passer le premier tour. Il est le premier joueur bangladais à inscrire un but en éliminatoire de Coupe du monde.
D'après le journal bangladais The Independent, il possèderait 50 sélections pour 23 buts, avec notamment un triplé contre le Népal en 1983, ce qui constitue le premier triplé de l'histoire de la sélection bangladaise.

## Buts en sélection
Statistiques incomplètes - Il manque notamment les matchs amicaux
| Buts de Ashrafuddin Chunnu en sélection | Buts de Ashrafuddin Chunnu en sélection | Buts de Ashrafuddin Chunnu en sélection | Buts de Ashrafuddin Chunnu en sélection | Buts de Ashrafuddin Chunnu en sélection | Buts de Ashrafuddin Chunnu en sélection              | Buts de Ashrafuddin Chunnu en sélection |
| --------------------------------------- | --------------------------------------- | --------------------------------------- | --------------------------------------- | --------------------------------------- | ---------------------------------------------------- | --------------------------------------- |
| -                                       | Date                                    | Lieu                                    | Adversaire                              | Résultat                                | Compétition                                          |                                         |
| 1                                       | 16 septembre 1980                       | Koweït (ville) (Koweït)                 | Corée du Nord                           | 2-3                                     | Coupe d'Asie des nations de football 1980 (1er tour) |                                         |
| 2                                       | 30 mars 1985                            | Dacca (Bangladesh)                      | Inde                                    | 1-2                                     | Éliminatoires de la Coupe du monde 1986              |                                         |
| 3                                       | 2 avril 1985                            | Dacca (Bangladesh)                      | Indonésie                               | 2-1                                     | Éliminatoires de la Coupe du monde 1986              |                                         |